# ستاي (أغنية)
ستاي (هانغل: 머무르다) هي أغنية لفرقة الفتيات الكورية الجنوبية بلاكبينك. تم إصدارها في 31 أكتوبر 2016 مع أغنية «اللعب بالنار»، كأغنية من الألبوم المصغر سكوير تو بواسطة واي جي إنترتينمنت وتم توزيعها بواسطة كي تي ميوزيك. كتبت جيني وجيسو كلمات الأغنية ولحنها سيو وون جين.

## الإصدار
في 27 أكتوبر 2016، تم إصدار صور تشويقية لجميع عضوات بلاكبينك لعودتهن الجديدة بأغنية «ستاي». وفي 30 أكتوبر، أطلقت واي جي إنترتينمنت مقطع الفيديو من وراء الكواليس لفيديو كليب الأغنية.

## الترويجات
رغم ترويجات العضوات القليلة للأغنية لأنها أغنية جانبية، قد قامت العضوات بأداء أغنية «ستاي» و«اللعب بالنار» في 6 نوفمبر على برنامج إنكيغايو على قناة سي بي سي، وعلى برنامج إم كاونت دوان على قناة إمنت في 10 نوفمبر 2016.

## كتابة الأغنية
قمن جيسو وجيني بكتابة الاغنية ولكن رغم ذلك لم تعترف وكالة واي جي إنترتينمنت بكتابة العضوات ولم يتم ذكر أسمائهن بجانب الكاتبين، ولكن كشفن العضوات جيسو وجيني في إحدى حلقات برنامج «يوميات بلاكبينك» على قناة بلاكبينك الرسمية على يوتيوب أنهن قمن بكتابتها في فترة تدربيهم وهُناك الكثير من الأغاني اللواتي كتبتهن العضوات بنفسهن مثل أغنية جيني المنفردة «سولو» التي قامت بكتابتها جيني ولكن لم يتم ذكر أسمها بين الكاتبين وهذا لأن الوكالة لا تريد الاعتراف بكتابة العضوات، أيضًا العضوة ليسا قامت بكتابة جزء غناء الراب خاصتها في ريمكس أغنية «سو هوت» وأيضاً جزء غناءها للراب في كوفر غنائي لأغنية «شو ثينك» وأيضاً هنالك الكثير من الاغاني التي قمن العضوات بكتابتها.

## المخططات

### المخططات الأسبوعية
| مخطط (2016)                         | المركز |
| ----------------------------------- | ------ |
| كوريا الجنوبية (مخطط غاون للموسيقى) | 10     |
| الولايات المتحدة (بيلبورد)          | 4      |

### المخططات الشهرية
| مخطط (2016)                         | المركز |
| ----------------------------------- | ------ |
| كوريا الجنوبية (مخطط غاون للموسيقى) | 27     |